# Condado de Pamlico
El condado de Pamlico (en inglés: Pamlico County, North Carolina), fundado en 1872, es uno de los 100 condados del estado estadounidense de Carolina del Norte. En el año 2000 tenía una población de 12 934 habitantes con una densidad poblacional de 15 personas por km². La sede del condado es Bayboro.

## Geografía
Según la Oficina del Censo, el condado tiene un área total de 1466 km² (566 mi²), de la cual 873 km² (337,1 mi²) es tierra y 593 km² (229 mi²) es agua.

### Municipios
El condado se divide en cinco municipios, que están numeradas, pero no conocemos su nombre:
Municipio 1, Municipio 2, Municipio de 3, Municipio 4 y Municipio 5.

### Condados adyacentes
- Condado de Beaufort - norte
- Condado de Haye - noreste (a través del Pamlico Sound)
- Condado de Carteret - sureste (a través del estuario del río Neuse)
- Condado de Craven - suroeste (a través del estuario del río Neuse) y al oeste

## Demografía
En el 2000 la renta per cápita promedia del condado era de $34 084, y el ingreso promedio para una familia era de $41 659. El ingreso per cápita para el condado era de $18 005. En 2000 los hombres tenían un ingreso per cápita de $31 806 contra $21 344 para las mujeres. Alrededor del 15,30% de la población estaba bajo el umbral de pobreza nacional.

## Lugares

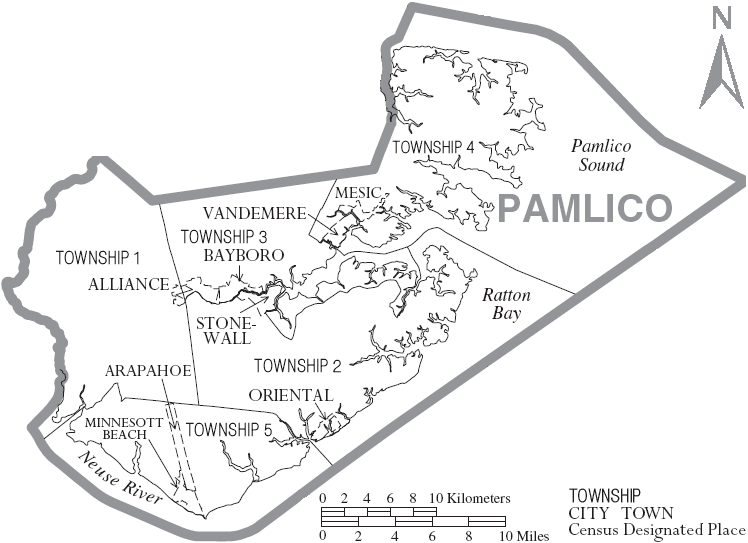
Mapa del Condado de Pamlico en Carolina del Norte con sus municipios

### Ciudades y pueblos
- Alliance
- Arapahoe
- Bayboro
- Grantsboro
- Mesic
- Minnesott Beach
- Oriental
- Stonewall
- Vandemere
- Maribel
- Florence
- Merritt
- Reelsboro
- Hobucken
- Lowland
- Olympia